# Kurt Walter Bachstitz

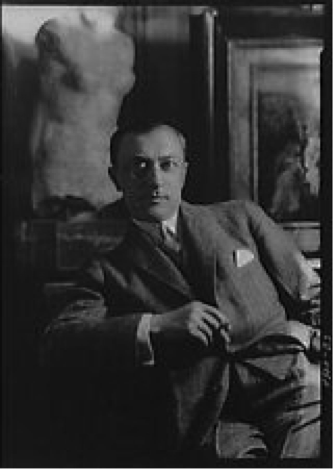
Porträt von Kurt Walter Bachstitz Senior, fotografiert von Arnold Genthe, 1923.

Kurt Walter Bachstitz (* 4. Oktober 1882 in möglicherweise Breslau; † 28. Mai 1949 in Den Haag) war ein deutsch-österreichischer Kunsthändler, der kurz vor seiner Einbürgerung in die Niederlande starb.

## Leben

### Bis zur Emigration 1938
Bachstitz war das Kind des jüdischen Paares Liber Jacob Bachstitz und Mathilde Markowitz. Sein Geburtsort ist zweifelhaft. So geben zeitgenössische Quellen das damals noch deutsche Breslau (heute das polnische Wrocław) als Geburtsort an. Bachstitz hingegen nahm für sich als Geburtsort das österreichische Raipoltenbach in Anspruch, als er im Jahr 1931 beim US-amerikanischen Arbeitsministerium die Verlängerung seiner Arbeitsgenehmigung beantragte. Er studierte Architektur in Paris, London und Wien, wo er sein Studium im Jahr 1904 mit dem Diplom abschloss. Bis 1912 lebte und arbeitete er als Architekt in Wien. Von 1912 bis 1914 wohnte er in Berlin. Bei Ausbruch des Ersten Weltkrieges wurde er zum Militärdienst einberufen und erreichte den Rang eines Hauptmanns. Er kämpfte bis zu einer schweren Verwundung im Jahre 1916. In erster Ehe war er mit Elfriede Pesé († 1918) verheiratet, mit der er zwei Kinder hatte, Walter Werner († 1943 in der Schweiz an Tuberkulose) und Margit Martha. Am 19. Dezember 1918 heiratete er seine zweite Frau, Elisa („Lily“) Emma Hofer. Lily war Protestantin. Ihretwegen konvertierte Bachstitz zum evangelischen Glauben. Im Februar 1919 wohnte und handelte er von München aus. So ist eine Begegnung mit Thomas Mann in Bachstitz' Wohnung in München überliefert, bei der Mann von Bachstitz ein Gemälde von Jan Miense Molenaer und ein Marmorrelief von Antoine Coysevox kaufte. Mann charakterisierte Bachstitz anschließend in seinem Tagebuch so:
„Der Mensch, blond-jüdisch und elegant, Mitte dreißig, mit Monokel und fetten, weißen, manikürten Händen, in gesteppter Hausjacke und Lackhausschuhen, wunderbar als Typus des international-kultur-kapitalistischen Schiebertums.“
1920/21 eröffnete Bachstitz seine erste Galerie in Den Haag. Seine Galerie hatte Standorte in Wien, Berlin, New York und Den Haag. Die Galerie in Den Haag wurde zeitweilig von Walter Andreas Hofer, dem Bruder von Lily Bachstitz, geleitet, der später Kurator der Sammlungen von Hermann Göring wurde.
Im Sommer 1937 gab Bachstitz seine österreichische Staatsbürgerschaft auf. In dieses Jahr fiel sein letzter Besuch in New York und damit die Schließung seiner Galerie dort. 1938 emigrierte das Ehepaar nach Den Haag. Die Galerien in Wien und Berlin schlossen vermutlich auch etwa um diese Zeit.

### Zweiter Weltkrieg

#### Sonderauftrag Linz
Zwischen dem Beginn der deutschen Besatzung der Niederlande 1940 und 1941 verkaufte die Bachstitz Gallery N.V. eine Reihe von Werken an das Deutsche Reich (Sonderauftrag Linz). Diese Organisation wurde von Hans Posse gleitet, bis dieser 1942 starb.
Unter den Arbeiten, die an den Sonderauftrag verkauft wurden, waren folgende:
| Künstler                                             | Titel                                                                     | NK-Nummer / CCP-Nummer | Verkaufsjahr | heutiger Standort                      | Abbildung |
| ---------------------------------------------------- | ------------------------------------------------------------------------- | --- | ------------ | -------------------------------------- | --------- |
| Ferdinand Bol                                        | Der Engel des Herrn erscheint Gideon                                      | NK 2484 | 1940         | Museum Catharijneconvent               |           |
| Stephan Godl                                         | Adam und Eva (Plastik)                                                    | NK 636-a-b Der Schriftwechsel zwischen Bachstitz und Posse zum Erwerb dieser Werke (und eines von Jan Steen) ist erhalten. Posse hat gegenüber Bachstitz starke Preisnachlässe durchgesetzt. | 1940         |                                        |           |
| Griechische Tanagra-Figur                            | Stehende Frau                                                             | NK 620, Mü-Nr. 12272 | 1940         | RMO, Leiden                            |           |
| Girolamo da Santa Croce                              | Johannes der Täufer                                                       | NK 1627 | 1940         |                                        |           |
| Deutsch (Köln)                                       | Kleiner Altar mit Heiligen und zwei Szenen                                | NK 2707 | 1940         |                                        |           |
| Deutsch (auch alpenländisch)                         | Maria und Johannes vor der Kreuzigung                                     | NK 1552 NK 1553 | 1940         |                                        |           |
| Griechisch                                           | Schlangenarmbänder                                                        | NK 864-a-b | 1941         |                                        |           |
| Griechisch                                           | gravierte Karneolgemme                                                    | NK 2904 | 1941         | J. Paul Getty Museum, Los Angeles, USA |           |
| Gerrit Berckheyde                                    | Grote Markt mit Kathedrale St. Bavo in Haarlem                            | NK 2581, Li-Nr. 1298 | 1940         | Frans Hals Museum, Haarlem             |           |
| Alexander Colin                                      | Himmelserscheinung über einer Stadt                                       | NK 631 | 1941         |                                        |           |
| Kopie nach Giovanni Antonio Canal, genannt Canaletto | Die Rückkehr des Bucintoro zum Molo am Himmelfahrtstag                    | NK 1798 | 1940         |                                        |           |
| Jan van Scorel                                       | Der heilige Paulus                                                        | NK 2919 | 1940         |                                        |           |
| Pietro Cappelli                                      | Römisches Capriccio                                                       | NK 1892 | 1943         |                                        |           |
| Griechisch                                           | goldenes Armband mit Serapiskopf, 1. Jahrhundert (?)                      | NK 865, Li-Nr. 3872a | 1941         | RMO, Leiden                            |           |
| Umkreis des Giovanni di Francesco del Cervelliera    | Rahmen                                                                    | NK 1787 | 1939         |                                        |           |
| François Duquesnoy                                   | Cupido (Zuordnung: Venedig, 16. Jahrhundert)                              | Li-Nr. 2062 | 1941         |                                        |           |
| Griechisch                                           | Bronzestatuette, stehende Frau, „Die Nacht“ (Nyx), 1. Jahrhundert v. Chr. | Li-Nr. 1365 | 1940         | J. Paul Getty Museum, Los Angeles, USA |           |

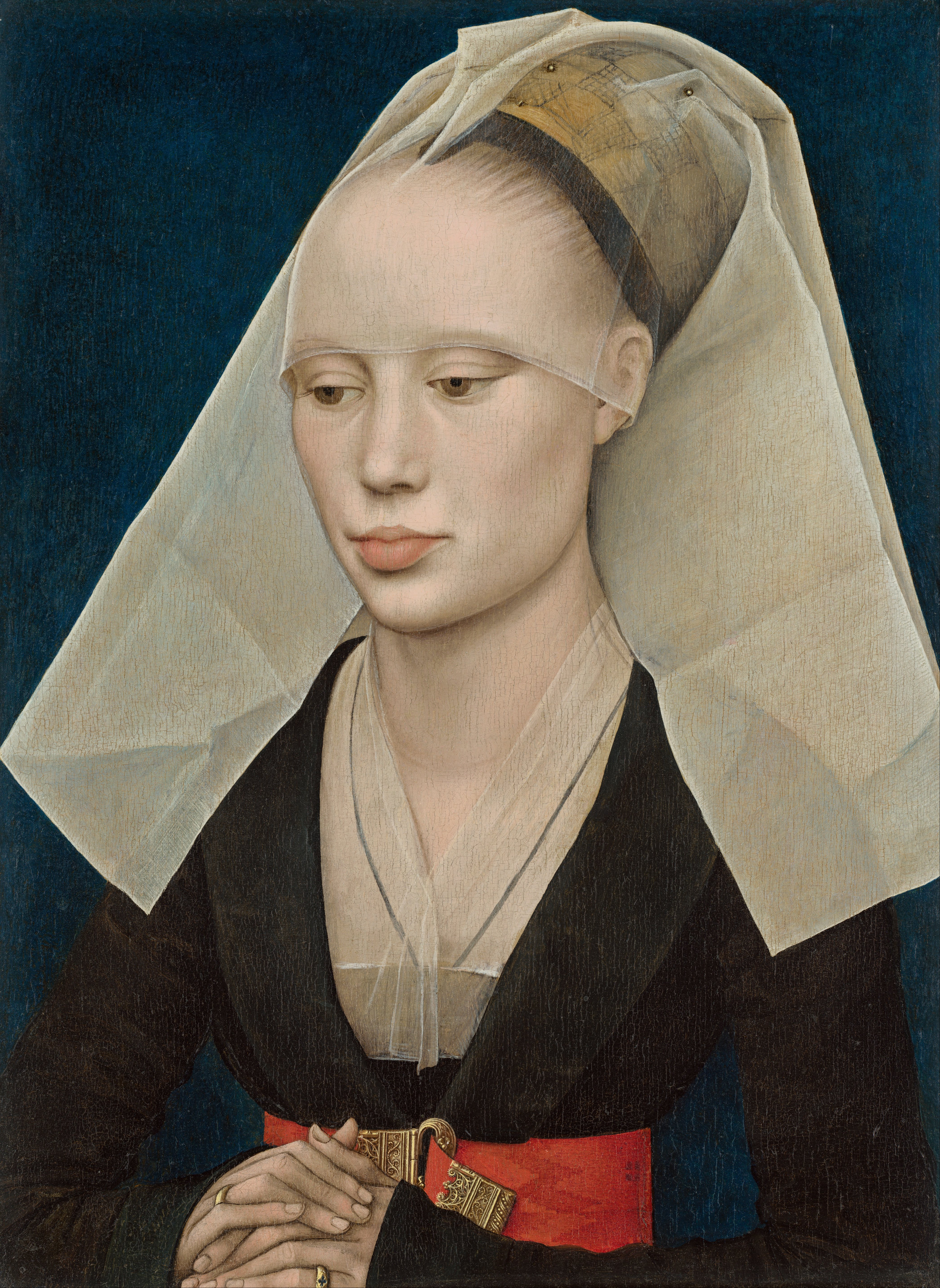
Rogier van der Weyden, Bild einer Frau, – 1926 über Duveen Brothers an Andrew W. Mellon, heute National Gallery of Art, Washington

Im Februar 1941 gab Bachstitz seine offiziellen Funktionen bei der Bachstitz Gallery N.V. auf, und seine Frau wurde Geschäftsführerin. Zusammen mit seiner Frau führte er die Geschäfte heimlich weiter. Auf diese Weise vermieden sie, dass die Galerie für die Dauer des Krieges unter Zwangsverwaltung kam. Den Dokumenten zufolge, die die Akte bezüglich seiner erfolgreichen Einbürgerung in den Niederlanden nach dem Krieg bereithält, schützte das Paar heimlich Juden, die versuchten, den Machthabern zu entkommen.
Im Jahr 1942 wurde Bachstitz durch die Besatzungsbehörde (das Wirtschaftsamt) vorgeladen, als er versäumt hatte, die Galerie als „nicht-arischer Besitz“ registrieren zu lassen. Verfahren wurden gegen ihn angestrengt und er wurde durch den Sicherheitsdienst (SD) im Juli 1943 in Haft genommen und in das Scheveningen Gefängnis in Den Haag eingeliefert. Aufgrund einer Intervention Görings, die von Bachstitzs Schwager Hofer initiiert worden war, wurde er aus dem Gefängnis entlassen. Auch wurde ihm erlassen, den Davidstern tragen zu müssen.

#### Verkäufe an Kurt Martin
Zwischen 1942 und 1944 verkaufte Bachstitz eine Reihe von Werken an die von Kurt Martin geleiteten Museen.
1944 erhielt Bachstitz, veranlasst durch Göring und durch Vermittlung seines Schwagers Hofer, ein Visum zur Ausreise in die Schweiz. Als Gegenleistung übergab Bachstitz einige Kunstwerke an die Sammlung Göring.

### Nach dem Krieg
Viele der nach Deutschland verkauften Bilder wurden insbesondere über den Central Collecting Point in Deutschland nach dem Krieg in die Niederlande zurückgebracht. Die Bemühungen von Bachstitz um die Restitution dieser Werke scheiterten, abgesehen von der Restitution des Werks von Jan Steen mit dem Motiv Samson und Delilah, das er Göring als Gegenleistung für das Ausreisevisum überlassen hatte. Die anderen Werke wurden Eigentum der Stichting Nederlands Cultuurbezit (SNK). Bachstitz starb 1949. Im Jahr 1951 löste seine Witwe die Bachstitz Galerie N.V. mit einem hohen Defizit auf.  Die Kunstbibliothek der Galerie wurde versteigert. Im Jahre 2009 restituierten die Niederlande ein Werk von Pietro Capelli aus dem Bestand der SNK an die Erben von Kurt Walter Bachstitz. Die Bachstitz Gallery hatte es 1943 an den Sonderauftrag Linz verkauft. Der Antrag der Erben auf die Restitution der anderen zwölf an den Sonderauftrag Linz verkauften Werke wurde abgelehnt. Zur Begründung führte die niederländische Restitutionskommission aus, Bachstitz sei in den ersten Jahren der Besatzung „ungestört“ geblieben. Es lägen nicht genug Anhaltspunkte dafür vor, dass der Verkauf unfreiwillig erfolgt sei. Die Erben haben Anträge zur Wiederaufnahme des Verfahrens gestellt.

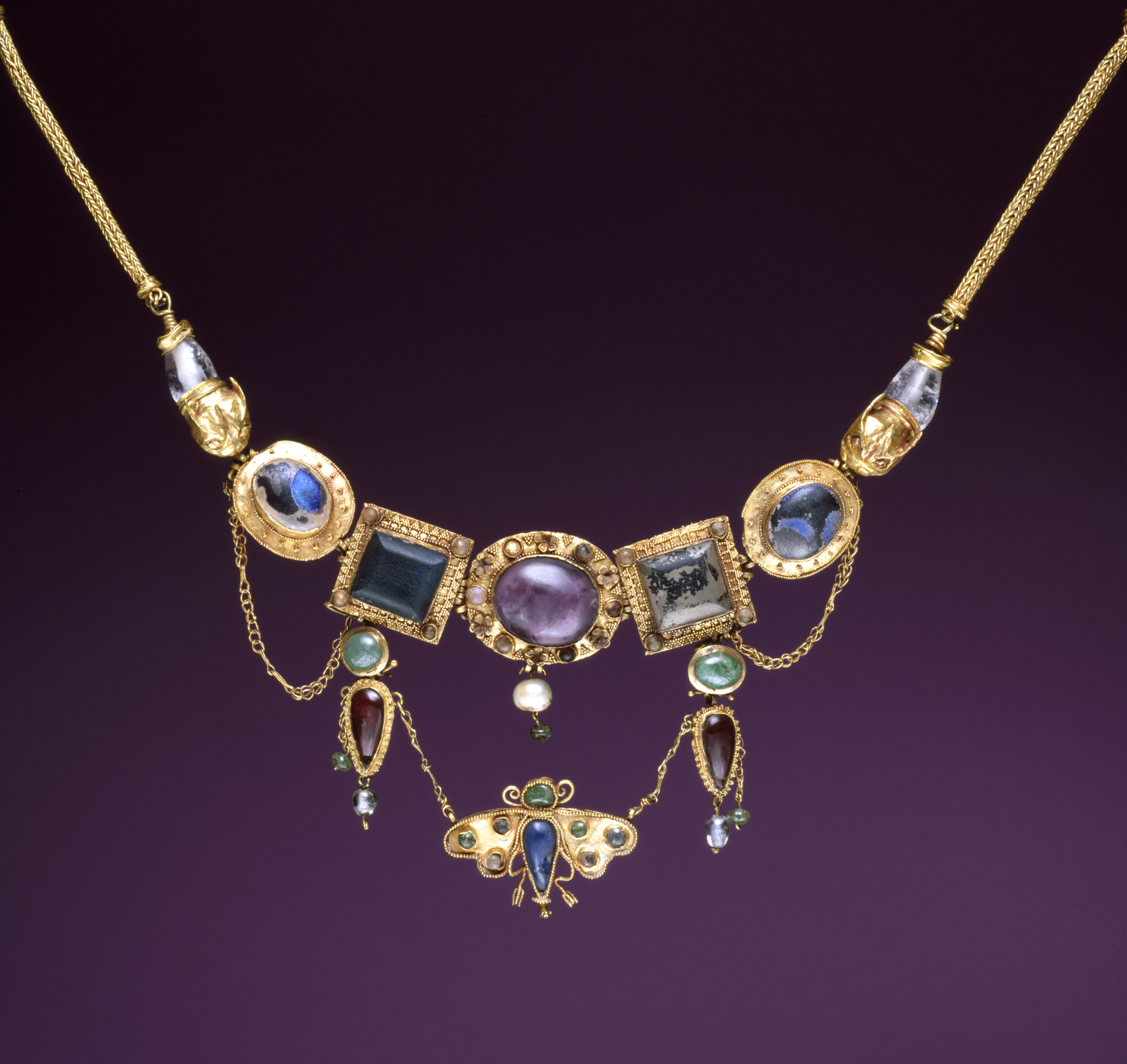
Griechischer Halsschmuck mit Schmetterlings-Anhänger, 1921 erworben von William Thompson Walters, heute Walters Art Museum, Baltimore

Im Juli 2013 restituierte die Stiftung Preußischer Kulturbesitz zwei Kunstwerke an die Erben von Bachstitz, die das Berliner Schlossmuseum 1943 in Den Haag erworben hatte. 2016 erhielten die Erben ein Intaglio von der niederländischen Regierung zurück. Diese Gemme wurde im Dezember desselben Jahres im Auktionshaus Sotheby’s in London für 325.000 Pfund, inklusive Provision rund 400.000 Pfund, versteigert. Die Erben suchen noch immer nach Kunstgegenständen, die Bachstitz wegen seiner NS-Verfolgung verlor.